# 桑原秀郎
桑原 秀郎（くわはら ひでろう、1935年4月29日 - 2022年10月5日）は、日本のテレビドラマプロデューサー。東映のプロデューサーとして知られた。

## 経歴
東京都出身。慶應義塾大学文学部（社会心理学専攻）卒業後の1959年に東映に入社、制作部を経て、東映テレビ企画営業部でテレビドラマの企画・プロデューサーを務めた。1983年にテレビ企画部第一営業部チーフとなり、1999年にはエランドール賞・プロデューサー賞を受賞した。
定年後も嘱託として東映に残ったが、2009年に退社し、製作からも退いた。
2022年10月5日、肺結核のため東京都葛飾区の病院で死去。87歳没。

## プロデュース作品

### 連続ドラマ
- ブラックチェンバー（1969年、フジテレビ）
- 特命捜査室（1969年、フジテレビ）
- ゴールドアイ（1970年、日本テレビ）[2]
- 打ち込め! 青春（1971年、NET）
- ターゲットメン（1971年、NET）
- さすらいの狼（1972年、NET）
- 非情のライセンス（1973年-1980年、テレビ朝日）[2]
- ジグザグブルース (1977年、テレビ朝日）
- 新幹線公安官（1977年-1978年、テレビ朝日）[2]
- 人間の証明（1978年、テレビ朝日）[2]
- 森村誠一シリーズII 野性の証明（1979年、毎日放送）
- 高木彬光シリーズ 白昼の死角（1979年、毎日放送）
- 二百三高地 愛は死にますか（1981年、TBS）[2]
- 乾いて候（1984年、フジテレビ）
- はぐれ刑事純情派（1988年-2009年、テレビ朝日）[2]
- はぐれ医者・お命預かります! (1995年、テレビ朝日)
- 世直し順庵!人情剣 (2005年、テレビ朝日)

### 単発
- 時代劇スペシャル　佐武と市捕物控（1981-1982年、フジテレビ）
- 火曜サスペンス劇場　弁護士・高林鮎子（1986-2005年、日本テレビ）
- 火曜サスペンス劇場　監察医・室生亜季子 (1986-2007年、日本テレビ）[2]
- 火曜サスペンス劇場　女動物医事件簿（1990-1991年、日本テレビ）
- 金曜エンタテイメント　おふくろシリーズ (フジテレビ)
- 藤田まことの丹下左膳（テレビ朝日）
- 土曜ワイド劇場　検事・朝日奈耀子 (2003年-、テレビ朝日）[2]